# Accent (udtale)
 Denne artikel omhandler tryk og tone i sproget. For andre betydninger af Accent, se Accent.
Accent (udtalt: [ag'saŋ]) betegner en afvigelse fra den almindelige udtale af et sprog. Afvigelsen kan ligge i dannelsen af de enkelte lyde, i intonationen eller i sprogrytmen.

## Accent i fremmedsprog
Ordet bruges først og fremmest om den accent, som den, der er fyldt ca. 12 år og lærer et fremmedsprog, har i større eller mindre grad. En fransktalende, der lærer dansk som voksen, vil derfor have en "fransk accent" på dansk, og en dansker, der lærer fransk som voksen, vil have en "dansk accent" på fransk.
Der er stor forskel på, hvor udpræget denne accent vil være afhængigt af forskellen mellem de to sprogs lydsystemer og elevens evne til at imitere det fremmede sprog.

## Accent i modersmål
I Danmark bruger vi normalt ordet accent om udenlandsk accent, dvs. om dansk talt med en hørbar udtaleafsmitning fra et andet modersmål. Dansk udtalt med interne regionale sproglige forskelle benævnes i stedet dialekt. På engelsk bruges ordet accent mere generelt om en hørbar udtale som signalerer talerens lokale eller nationale baggrund.
Hvis en modersmålstalende har en accent, er det altid i forhold til normen i et givet område. En københavner har fx københavnsk accent i Århus, mens det giver mindre mening at konstatere en københavnsk accent i København. Alle taler deres sprog med en eller anden "accent" eller regionalt præget udtale. Selv det dansk, der ikke har et regionalt præg ("rigsdansk"), må strengt taget beskrives som en dialekt.